# Festival de Poesia de Struga

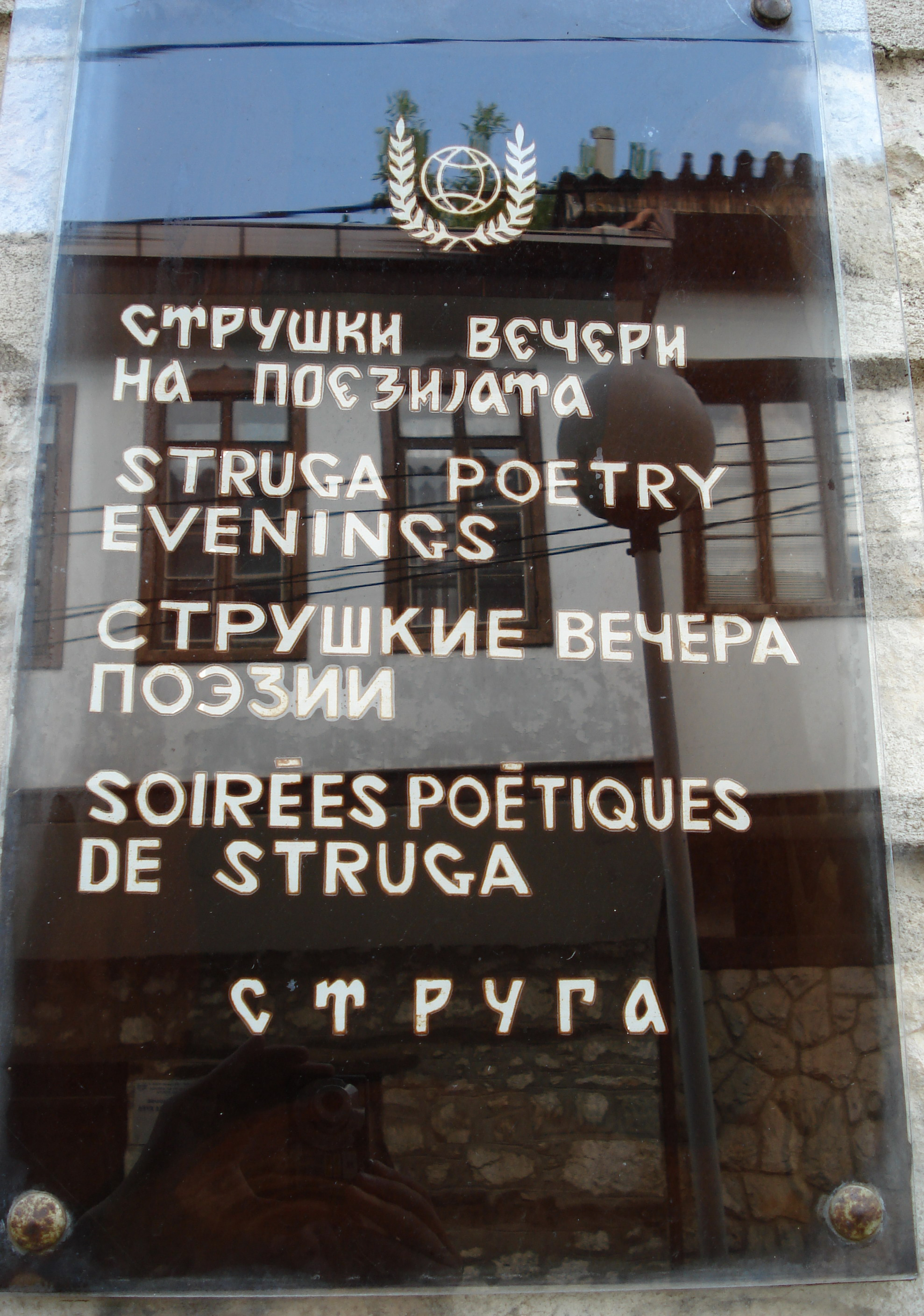
O escritório do Festival de Poesia de Struga

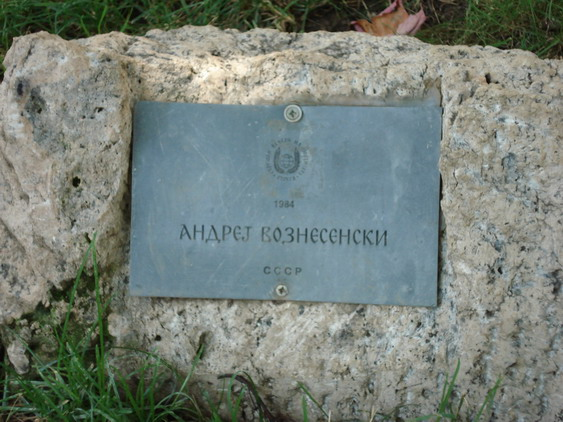
Placa do memorial de Andrey Voznesensky no Parque da Poesia em Struga

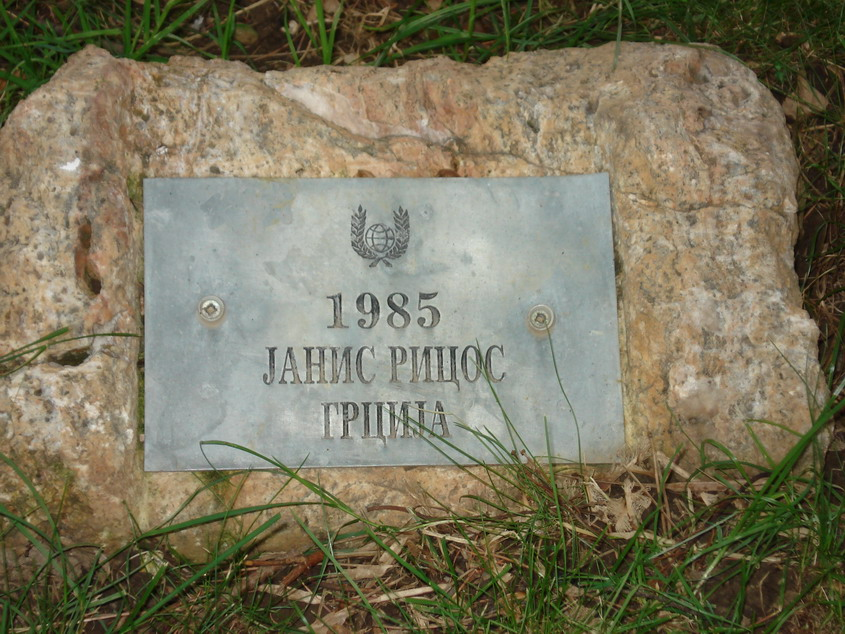
Memorial de Yiannis Ritsos

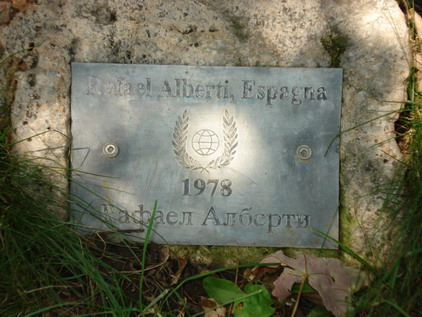
Memorial de Rafael Alberti

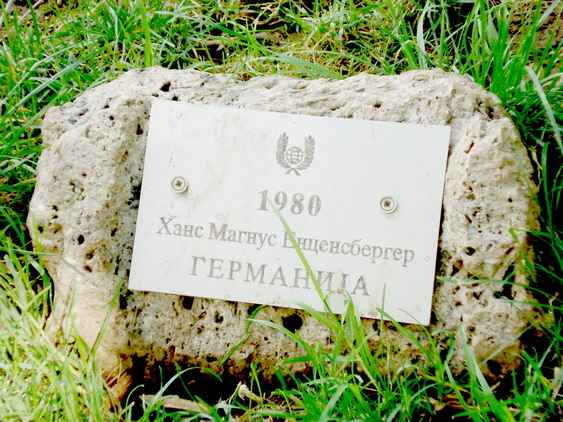
Memorial de Hans Magnus Enzensberger

O Festival de Poesia de Struga (FPS) (em macedônio/macedónio:  Струшки вечери на поезијата, СВП; Struški večeri na poezijata, SVP) é um festival internacional de poesia em Struga, Macedônia. Durante as várias décadas de sua existência, o festival outorgou seu prêmio de maior prestígio, a Coroa de Ouro, a alguns dos mais notáveis poetas internacionais, incluindo: Mahmoud Darwish, Sachchidananda Hirananda Vatsyayan Agyey, W. H. Auden, Joseph Brodsky, Allen Ginsberg, Bulat Okudzhava, Pablo Neruda, Eugenio Montale, Léopold Sédar Senghor, Artur Lundkvist, Hans Magnus Enzensberger, Nichita Stănescu,  Ted Hughes, Ko Un, Adunis, Makoto Ooka, Miroslav Krleža, Yehuda Amichai, Seamus Heaney, Tomas Gösta Tranströmer, Bei Dao e autores macedônios como Blaže Koneski e Mateja Matevski.

## História
O festival iniciou-se a 1961 em Struga. Em 1963, a República Socialista da Macedónia, até então apenas com poetas macedônios, ampliou a sua lista de participantes com poetas de toda a ex-República Federal Socialista da Jugoslávia. O Prêmio Irmãos Miladinov foi criado para o melhor livro de poesia publicado entre dois festivais consecutivos. Em 1966, o evento se transformou em um festival cultural internacional. A Coroa de Ouro, prêmio internacional, foi criada no mesmo ano e seu primeiro destinatário foi Robert Rozhdestvensky. Em 2003, em estreita cooperação com a UNESCO, o festival estabeleceu mais um prêmio internacional, As Pontes de Struga, para o melhor livro poético de estreia para jovens autores. Durante a sua longa existência, o festival recebeu cerca de quatro mil poetas, tradutores, ensaístas e críticos literários de cerca de 95 países.
O festival premiou algumas das figuras literárias mais proeminentes do mundo e que foram consideradas dissidentes em seus países, incluindo vários vencedores do Prêmio Nobel de Literatura, como Joseph Brodsky, Eugenio Montale, Pablo Neruda, Seamus Heaney, além do primeiro membro africano da Academia Francesa, Léopold Sédar, que também era presidente do Senegal, também o Poeta laureado Ted Hughes, e WH Auden, considerado por muitos como um dos maiores escritores do século XX, entre muitos outros.
Em memória dos laureados, foram colocadas placas memoriais dedicadas a cada um deles, perto do Centro Cultural Struga, no Parque da Poesia .

## Organização
O festival  tem sedes em Struga e Escópia  e é organizado pelo Conselho do Festival (diretor de escritório, um executivo e um secretário técnico), composto por profissionais experientes no campo da poesia (poetas, críticos literários, tradutores e professores em literatura e cultura).

## Eventos
O festival consiste em vários eventos realizados em locais diferentes:
- Cerimônia de abertura em frente ao Centro Cultural de Struga, incluindo uma leitura tradicional do Taga za Jug (Língua macedônia: Т’га за југ, A saudade do Sul), famoso poema lírico e nostálgico, escrito pelo poeta nascido em Struga Konstantin Miladinov durante a sua vida na Rússia Imperial;
- Meridijani (Меридијани, Meridians), leitura de poemas por vários poetas internacionais no Centro Cultural após a cerimônia de abertura;
- Portret na Laureatot (Портрет на Лауреатот, Retrato do Laureado), evento dedicado ao vencedor do prêmio do ano, tradicionalmente realizado na igreja de Santa Sofia, na cidade vizinha de Ácrida, geralmente acompanhada por música clássica, ópera, música nacional macedônia ou estrangeira;
- Noki bez interpukcija (Ноќи без интерпукција, Noites Sem Pontuação), manifestações artísticas multimídias que caracterizam formas experimentais de apresentações poéticas, que podem incluir outras artes, como música e vídeo-arte;
- Piqueniques diariamente em Sveti Naum, próximo ao lago Ácrida, incluindo canções da etnia macedônia e danças;
- Mostovi (Мостови, Pontes), a cerimônia de encerramento realizada na Ponte da Poesia, no rio Drim em Struga, que inclui leituras poéticas e a cerimônia de premiação.

Outros eventos incluem workshops e mesas-redondas, sobre vários temas sociais e sua influência na poesia, etc.
Há também um outro evento na chamada Caravana da Poesia, que consiste em performances de poesia em todo o país. Normalmente, ao final do Festival, também são organizadas leituras poéticas na capital da república, Escópia.

## Prêmios
- Zlaten Venec na Poezijata (Златен Венец на Поезијата, Coroa de Ouro da Poesia), é o principal prêmio internacional do festival, que é dado a um poeta de renome mundial pela atuação no campo da poesia. O nome do vencedor é divulgado geralmente com antecedência de vários meses;
- Brakja Miladinovci (Браќа Миладиновци, Prêmio Irmãos Miladinov), para o melhor livro publicado entre dois festivais;
- As Pontes de Struga, para os melhores autores de estreia;
- Iselenička gramota, para poetas da Macedônia (diáspora).

### Laureados com a Coroa de Ouro
- 1966, Robert Rozhdestvensky (USSR)
- 1967, Bulat Okudzhava (USSR)
- 1968, László Nagy (Hungria)
- 1969, Mak Dizdar (Bósnia e Herzegovina, Jugoslávia)
- 1970, Miodrag Pavlović (Sérvia, Jugoslávia)
- 1971, W. H. Auden (EUA)
- 1972, Pablo Neruda (Chile)
- 1973, Eugenio Montale (Itália)
- 1974, Fazıl Hüsnü Dağlarca (Turquia)
- 1975, Léopold Sédar Senghor (Senegal)
- 1976, Eugène Guillevic (França)
- 1977, Artur Lundkvist (Suécia)
- 1978, Rafael Alberti (Espanha)
- 1979, Miroslav Krleža (Croácia, Jugoslávia)
- 1980, Hans Magnus Enzensberger (Alemanha)
- 1981, Blaže Koneski (Macedônia, Jugoslávia)
- 1982, Nichita Stănescu (Romênia)
- 1983, Sachchidananda Hirananda Vatsyayan Agyey (Índia)
- 1984, Andrey Voznesensky (USSR)
- 1985, Yiannis Ritsos (Grécia)
- 1986, Allen Ginsberg (USA)
- 1987, Tadeusz Różewicz (Polônia)
- 1988, Desanka Maksimović (Sérvia, Jugoslávia)
- 1989, Thomas W. Shapcott (Austrália)
- 1990, Justo Jorge Padrón (Espanha)
- 1991, Joseph Brodsky (USA)
- 1992, Ferenc Juhász (Hungria)
- 1993, Gennadiy Aygi (Chuvashia, Rússia)
- 1994, Ted Hughes (United Kingdom)
- 1995, Yehuda Amichai (Israel)
- 1996, Makoto Ooka (Japão)
- 1997, Adunis (Síria)
- 1998, Lu Yuan (China)
- 1999, Yves Bonnefoy (França)
- 2000, Edoardo Sanguineti (Itália)
- 2001, Seamus Heaney (Irlanda)[2]
- 2002, Slavko Mihalić (Croácia)
- 2003, Tomas Tranströmer (Suécia)
- 2004, Vasco Graça Moura (Portugal)
- 2005, William S. Merwin (USA)
- 2006, Nancy Morejón (Cuba)
- 2007, Mahmoud Darwish (Palestina)
- 2008, Fatos Arapi (Albânia)
- 2009, Tomaž Šalamun (Eslovênia)
- 2010, Lyubomir Levchev (Bulgária)
- 2011, Mateja Matevski  (Macedônia)
- 2012, Mongane Wally Serote (África do Sul)
- 2013, José Emilio Pacheco (México)
- 2014, Ko Un (Coreia do Sul)[3]
- 2015 Bei Dao (China) [4]
- 2016 Ko Un (Coreia do Sul)
- 2017 Margaret Atwood (Canadá)
- 2018 Charles Simic (Sérvia)
- 2019 Adam Zagaevski (Ucrânia)
- 2020 Anna Blandiana (Romênia)
- 2021 Amir Orr (Israel)
- 2022 Carol Anne Duffy (Escócia)
- 2023 Shuntaro Tanikawa (Japão)
- 2024 Vlada Urosevic (Macedônia do Norte)

## Publicações
A organização do Festival de Poesia de Struga está envolvida em um livro publicado. 